# ゆうばり型護衛艦
ゆうばり型護衛艦（ゆうばりがたごえいかん、英語: Yubari-class destroyer escort）は、海上自衛隊の護衛艦の艦級。先行する「いしかり」（52DE）を発展させた護衛艦（DE）として、昭和54年度及び55年度計画で1隻ずつが建造された。建造単価は166億円（昭和55年度）。

## 来歴
海上自衛隊では、従来の駆潜艇（PC）の代替として第3次防衛力整備計画で検討した沿岸警備艦（PCE）の計画を更に発展させ、ポスト4次防の昭和52年度計画で「いしかり」を建造した。
しかし52DEはあまりに小型で余裕が乏しく、また船型にも起因する荒天下での行動力の不足も問題となった。当初計画では、引退する駆潜艇の代替として同型艦を更に建造する予定だったが、同艦の就役以前の時点で、続く昭和54年度での建造艦は、船型を若干拡大した準同型艦とされることになった。これが本型である。

## 設計
上記の経緯より、基本設計は52DEの発展型となっている。基本計画番号はE111。
中央船楼型という船型は踏襲され、外見上も酷似するが、基準排水量を約200トン、全長で6メートル延長し、全幅および深さも若干増大した。これに伴い、CICを含む戦闘区画や居住区の床面積が増大するとともに、倉庫も増設されて生活・居住環境は改善された。また燃料タンクも大型化され、燃料搭載量が約35パーセント増大したことで、航続距離の延伸にもつながった。
機関は52DEと同構成であり、三菱重工業6DRV35/44ディーゼルエンジンと川崎-ロールス・ロイス オリンパスTM3BガスタービンエンジンによるCODOG方式とされた。

## 装備
装備は52DEの構成が踏襲され、レーダーとしては対空警戒・対水上捜索両用のOPS-28-1、ソナーとしてはSQS-36D(J)をハルドームに収容して搭載し、艦橋天蓋上にOAX-1赤外線暗視装置を搭載した。また電子戦支援（ESM）装備としては、NOLR-6B電波探知装置とOLR-9Bミサイル警報装置が搭載された。
兵装も同様で、艦首甲板には62口径76mm単装速射砲（76mmコンパット砲）、船楼甲板前端部には375mm4連装対潜ロケット発射機（71式ボフォースロケットランチャー）、船楼甲板中部には324mm3連装短魚雷発射管（68式）、そして艦尾甲板にはハープーン艦対艦ミサイルを搭載した。個艦防空能力強化のため、延長された船楼甲板後端部に高性能20mm機関砲（CIWS）を後日装備する計画もあったが、実現しなかった。

## 同型艦
| 艦番号 | 艦名     | 建造                    | 起工                        | 進水                        | 竣工                        | 除籍                        |
| ------ | -------- | ----------------------- | --------------------------- | --------------------------- | --------------------------- | --------------------------- |
| DE-227 | ゆうばり | 住友重機械工業 浦賀工場 | 1981年 （昭和56年） 2月9日  | 1982年 （昭和57年） 2月22日 | 1983年 （昭和58年） 3月18日 | 2010年 （平成22年） 6月25日 |
| DE-228 | ゆうべつ | 日立造船 舞鶴工場       | 1982年 （昭和57年） 1月14日 | 1983年 （昭和58年） 1月25日 | 1984年 （昭和59年） 2月14日 | 2010年 （平成22年） 6月25日 |

### 発展型
52DEの発展型として建造されたものの、本型もなお過小との評価を受け、同型艦の建造は昭和55年度計画の「ゆうべつ」で打ち切られた。
その後、56中業の昭和58年度計画では、いすず型（34DE）やちくご型（42DE）の更新用として、本型を発展させた1,600トン型3隻の建造が検討された。この58DEでは、水中放射雑音低減などのため主機関をCODOG方式からオリンパスTM3Bのみによる構成に変更するとともに、凌波性向上のため船型を長船首楼型に改正していたが、同年度ははたかぜ型2番艦「しまかぜ」やあさぎり型など大型護衛艦の予算要求があったこともあって、大蔵省の査定落ちとなった。その後も検討と交渉が重ねられた結果、計画は61中期防に持ち越されて、設計・装備ともに刷新した2,000トン型（あぶくま型）に結実することになる。

## 登場作品

### アニメ・漫画
『なるたる』
「ゆうべつ」が登場。海面に激突したイカツチの残骸もとい死骸の回収のため、現場海域で捜索にあたる。

### 小説
『東京湾にソ連潜を追え』
「ゆうばり」が登場。東京湾に侵入した架空のソ連海軍小型潜水艇「シー・ラット」を追跡する。作中では、護衛艦「いしかり」をネームシップとする「いしかり型護衛艦」の2番艦と設定されているが、実際は上記の通りに「いしかり」を改良した準同型艦であるため、厳密には同型艦ではない。